# Colorado Classic 2017
La Colorado Classic 2017, prima edizione della corsa ciclistica, si svolse in 4 tappe dal 10 al 13 agosto 2017 su un percorso di 503,5 km, con partenza da Colorado Springs e arrivo a Denver. La vittoria fu appannaggio dell'italiano Manuel Senni, che completò il percorso in 12h00'35" precedendo il romeno Serghei Țvetcov e lo statunitense Alex Howes.

## Tappe
| Tappa  | Data      | Percorso                            | km    | Vincitore di tappa | Leader cl. generale |
| ------ | --------- | ----------------------------------- | ----- | ------------------ | ------------------- |
| 1ª     | 10 agosto | Colorado Springs > Colorado Springs | 150,4 | John Murphy        | John Murphy         |
| 2ª     | 11 agosto | Breckenridge > Breckenridge         | 103   | Alex Howes         | Taylor Eisenhart    |
| 3ª     | 12 agosto | Denver > Denver                     | 130   | Serghei Țvetcov    | Manuel Senni        |
| 4ª     | 13 agosto | Denver > Denver                     | 120,1 | Mihkel Räim        | Manuel Senni        |
| Totale | Totale    | Totale                              | 503,5 |                    |                     |

## Squadre e corridori partecipanti
| N.    | Cod. | Squadra                           |
| ----- | ---- | --------------------------------- |
| 1-6   | BMC  | BMC Racing Team                   |
| 11-16 | TFS  | Trek-Segafredo                    |
| 21-26 | CDT  | Cannondale-Drapac Pro Cycling T.  |
| 31-36 | UAD  | UAE Team Emirates                 |
| 41-46 | CJR  | Caja Rural-Seguros RGA            |
| 51-56 | NIP  | Nippo-Vini Fantini                |
| 61-66 | ICA  | Israel Cycling Academy            |
| 71-76 | UHC  | UnitedHealthcare Pro Cycling Team |

| N.      | Cod. | Squadra                         |
| ------- | ---- | ------------------------------- |
| 81-86   | TNN  | Team Novo Nordisk               |
| 91-96   | HSD  | Holowesko-Citadel Racing        |
| 101-106 | RLY  | Rally Cycling                   |
| 111-116 | AHB  | Axeon-Hagens Berman             |
| 121-126 | SPC  | Silber Pro Cycling              |
| 131-136 | JBC  | Jelly Belly presented by Maxxis |
| 141-146 | ELV  | Elevate-KHS Pro Cycling         |
| 151-156 | RWA  | Nazionale ruandese              |

## Dettagli delle tappe

### 1ª tappa
- 10 agosto: Colorado Springs > Colorado Springs

Risultati
| Pos. | Corridore     | Squadra        | Tempo    |
| ---- | ------------- | -------------- | -------- |
| 1    | John Murphy   | Holowesko      | 3h33'30" |
| 2    | Travis McCabe | UnitedHealthc. | s.t.     |
| 3    | Logan Owen    | Axeon          | s.t.     |

| Pos. | Corridore     | Squadra        | Tempo    |
| ---- | ------------- | -------------- | -------- |
| 1    | John Murphy   | Holowesko      | 3h33'20" |
| 2    | Travis McCabe | UnitedHealthc. | a 4"     |
| 3    | Logan Owen    | Axeon          | a 6"     |

### 2ª tappa
- 11 agosto: Breckenridge > Breckenridge– 103 km

Risultati
| Pos. | Corridore         | Squadra    | Tempo    |
| ---- | ----------------- | ---------- | -------- |
| 1    | Alex Howes        | Cannondale | 2h51'17" |
| 2    | Taylor Einsenhart | Holowesko  | s.t.     |
| 3    | Peter Stetina     | Trek       | a 4"     |

| Pos. | Corridore        | Squadra    | Tempo    |
| ---- | ---------------- | ---------- | -------- |
| 1    | Taylor Eisenhart | Holowesko  | 6h24'36" |
| 2    | Alex Howes       | Cannondale | a 1"     |
| 3    | Peter Stetina    | Trek       | a 11"    |

### 3ª tappa
- 12 agosto: Denver > Denver – 130 km

Risultati
| Pos. | Corridore       | Squadra        | Tempo    |
| ---- | --------------- | -------------- | -------- |
| 1    | Serghei Țvetcov | Jelly Belly    | 3h02'45" |
| 2    | Manuel Senni    | BMC            | a 1"     |
| 3    | Travis McCabe   | UnitedHealthc. | a 54"    |

| Pos. | Corridore       | Squadra     | Tempo    |
| ---- | --------------- | ----------- | -------- |
| 1    | Manuel Senni    | BMC         | 9h27'45" |
| 2    | Serghei Țvetcov | Jelly Belly | a 15"    |
| 3    | Alex Howes      | Cannondale  | a 31"    |

### 4ª tappa
- 13 agosto: Denver > Denver– 120,1 km

Risultati
| Pos. | Corridore      | Squadra        | Tempo    |
| ---- | -------------- | -------------- | -------- |
| 1    | Mihkel Räim    | Israel Cycling | 2h32'50" |
| 2    | Travis McCabe  | UnitedHealthc. | s.t.     |
| 3    | José Rodríguez | Elevate-KHS    | s.t.     |

| Pos. | Corridore       | Squadra     | Tempo     |
| ---- | --------------- | ----------- | --------- |
| 1    | Manuel Senni    | BMC         | 12h00'35" |
| 2    | Serghei Țvetcov | Jelly Belly | a 15"     |
| 3    | Alex Howes      | Cannondale  | a 31"     |

## Evoluzione delle classifiche
| Tappa              | Vincitore          | Classifica generale Maglia azzurra | Classifica a punti Maglia bianca | Classifica scalatori Maglia rossa | Classifica giovani Maglia verde | Classifica a squadre               |
| ------------------ | ------------------ | ---------------------------------- | -------------------------------- | --------------------------------- | ------------------------------- | ---------------------------------- |
| 1ª                 | John Murphy        | John Murphy                        | John Murphy                      | Antonio Molina                    | Logan Owen                      | Holowesko-Citadel Racing           |
| 2ª                 | Alex Howes         | Taylor Eisenhart                   | Taylor Eisenhart                 | Taylor Eisenhart                  | Jhonatan Narváez                | Cannondale-Drapac Pro Cycling Team |
| 3ª                 | Serghei Țvetcov    | Manuel Senni                       | Travis McCabe                    | Serghei Țvetcov                   | Jhonatan Narváez                | Cannondale-Drapac Pro Cycling Team |
| 4ª                 | Mihkel Räim        | Manuel Senni                       | Travis McCabe                    | Serghei Țvetcov                   | Jhonatan Narváez                | Cannondale-Drapac Pro Cycling Team |
| Classifiche finali | Classifiche finali | Manuel Senni                       | Travis McCabe                    | Serghei Țvetcov                   | Jhonatan Narváez                | Cannondale-Drapac Pro Cycling Team |

## Classifiche finali

### Classifica generale - Maglia azzurra
| Pos. | Corridore        | Squadra     | Tempo     |
| ---- | ---------------- | ----------- | --------- |
| 1    | Manuel Senni     | BMC         | 12h00'35" |
| 2    | Serghei Țvetcov  | Jelly Belly | a 15"     |
| 3    | Alex Howes       | Cannondale  | a 31"     |
| 4    | Taylor Eisenhart | Holowesko   | a 44"     |
| 5    | Peter Stetina    | Trek        | a 44"     |
| 6    | Sepp Kuss        | Rally       | a 1'05"   |
| 7    | Brent Bookwalter | BMC         | a 2'16"   |
| 8    | Miguel Á. Benito | Caja Rural  | a 2'19"   |
| 9    | V. Stake Laengen | UAE         | a 2'21"   |
| 10   | Travis McCabe    | UnitedHea.  | a 2'22"   |

### Classifica a punti - Maglia bianca
| Pos. | Corridore        | Squadra     | Punti |
| ---- | ---------------- | ----------- | ----- |
| 1    | Travis McCabe    | UnitedHea.  | 43    |
| 2    | Alex Howes       | Cannondale  | 28    |
| 3    | Manuel Senni     | BMC         | 25    |
| 4    | Serghei Țvetcov  | Jelly Belly | 24    |
| 5    | Taylor Eisenhart | Holowesko   | 20    |

### Classifica scalatori - Maglia rossa
| Pos. | Corridore        | Squadra     | Punti |
| ---- | ---------------- | ----------- | ----- |
| 1    | Serghei Țvetcov  | Jelly Belly | 19    |
| 2    | Taylor Eisenhart | Holowesko   | 14    |
| 3    | Peter Stetina    | Trek        | 9     |
| 4    | Marco Canola     | Nippo       | 8     |
| 5    | Antonio Molina   | Caja Rural  | 8     |

### Classifica giovani - Maglia verde
| Pos. | Corridore        | Squadra    | Tempo     |
| ---- | ---------------- | ---------- | --------- |
| 1    | Jhonatan Narváez | Axeon      | 12h08'39" |
| 2    | Justin Oien      | Caja Rural | a 14'16"  |
| 3    | Alexander Cowan  | Silber     | a 17'25"  |
| 4    | Seid Lizde       | UAE        | a 20'23"  |
| 5    | Alex Hoehn       | Elevate    | a 20'56"  |

### Classifica a squadre
| Pos. | Squadra                         | Tempo     |
| ---- | ------------------------------- | --------- |
| 1    | Cannondale-Drapac               | 36h08'03" |
| 2    | UAE Team Emirates               | a 1'21"   |
| 3    | Trek-Segafredo                  | a 9'25"   |
| 4    | BMC Racing Team                 | a 11'53"  |
| 5    | UnitedHealthcare Pro Cycling T. | a 16'00"  |